# Station Łasin Pomorski
Station Łasin Pomorski was een spoorwegstation in de Poolse plaats Plesewo. Het station werd geopend in 1899 en gesloten in 1990. In 2006 zijn de rails verwijderd. 